# Campeonato Europeo de Remo de 1905
El XIII Campeonato Europeo de Remo se celebró en Gante (Bélgica) en 1905 bajo la organización de la Federación Internacional de Sociedades de Remo (FISA).
En total se disputaron cinco pruebas diferentes, todas ellas en la categoría masculina.

## Resultados

### Masculino
| Evento                 | Oro | Plata | Bronce |
| ---------------------- | --- | --- | --- |
| Scull individual M1X   | Henri Barbenés Alsacia y Lorena                                                                        | Gaston Delaplane Francia | Emilio Sacchini Italia |
| Doble scull M2X        | Theodore Conrades · Xavier Crombet · Bélgica                                                           | Luigi Gerli Emilio Sacchini Italia | Pichard Caudron Francia |
| Dos con timonel M2+    | Guillaume Visser · Urbain Molmans · Rodolphe Colpaert (t) · Bélgica                                    | Beurrier Tirmont NC (t) Francia | Archimede De Gregori Guido De Cupis Domenico Romizzi (t) Italia                                                                                 |
| Cuatro con timonel M4+ | Guillaume Visser · Urbain Molmans · Julien Lauwers · Ernest Tralbaut · Rodolphe Colpaert (t) · Bélgica | Ercole Olgeni Scipione Del Giudice Emilio Fontanella Antonio Finotti Corrado Benedettelli (t) Italia                                                                          | Francia |
| Ocho con timonel M8+   | Coleman Joseph Freschon Horet Peron Vicent Langevin Boulanger Léon Maeckereel NC (t) Francia           | Guillaume Visser · Urbain Molmans · Julien Lauwers · Ernest Tralbaut · Albert Heye · Hector Deprume · Polydor De Geyter · Rodolphe Meyvaert · Rodolphe Colpaert (t) · Bélgica | Enrico Capelli Antonio Maganza Angelo Buffoni Luigi Gerli William Ousley Agostino Urani Costante Brambilla Erminio Dones Mario Rossi (t) Italia |

## Medallero
| Núm. | País             | Oro | Plata | Bronce | Total |
| ---- | ---------------- | --- | ----- | ------ | ----- |
| 1    | Bélgica          | 3   | 1     | 0      | 4     |
| 2    | Francia          | 1   | 2     | 2      | 5     |
| 3    | Alsacia y Lorena | 1   | 0     | 0      | 1     |
| 4    | Italia           | 0   | 2     | 3      | 5     |
|      | TOTAL            | 5   | 5     | 5      | 15    |